# Felice Bauer
Felice Bauer (Neustadt in Oberschlesien, 18 novembre 1887 – Rye, 15 ottobre 1960) è stata una steno-dattilografa prussiana d'origini ebraiche, ricordata soprattutto per essere stata la prima storica fidanzata di Franz Kafka.

## Biografia
Di famiglia ebraica e d'origine piccolo borghese, Felice era figlia di un agente d'assicurazione d'origine viennese, e sua madre era figlia di un tintore. Aveva quattro fratelli: Elsa (1883-1952), Ferdinand (1884-1952), Erna (1885-1978) e Antonia (detta Toni, 1892-1918). Nel 1899 la famiglia si trasferì dalla Slesia a Berlino. Nel 1908 a seguito di qualche difficoltà economica del padre (che morì nel 1914), si mise a lavorare come stenografa e dattilografa presso la casa discografica di Carl Lindström. La ragazza incontrò l'allora ventinovenne Franz Kafka il 13 agosto 1912 durante una visita a casa di Max Brod, la cui sorella Sophie era sposata con un suo cugino.
Richiesta come fidanzata da Kafka, ci furono diverse rotture e riprese del rapporto, fino a quando nel 1917 a Praga si lasciarono definitivamente. Durante questi alti e bassi (testimoniati nelle lettere e in una loro lettura di Elias Canetti), Felice chiede a un'amica, Grete Bloch, di fare da intermediaria e riesce a ottenere da Kafka un fidanzamento ufficiale il 1º giugno 1914. Il 12 luglio dello stesso anno in un incontro a Berlino Kafka lo rompe. I due si fidanzano ancora nel luglio 1917, cercano casa e mobili per sposarsi, ma la scoperta d'essere malato di tubercolosi fa nuovamente allontanare Kafka, che non vuole più coinvolgerla nella propria vita di malato, e quindi se ne separa definitivamente alla fine di dicembre dello stesso anno. Kafka le dedicò il racconto La condanna, famoso tra l'altro per essere stato scritto di getto in una sola notte.

### Dopo Kafka
Nel 1919 smise anche solo di vedere Kafka e si sposò con l'impiegato di banca Marasse Moritz (1873-1950), più anziano di lei di 14 anni. Dal matrimonio nacquero due figli: Heinz (1920-2012) e Ursula (1921-1966). Nel 1931 la famiglia, a causa delle persecuzioni razziali naziste, si trasferì in Svizzera, da dove emigrò nel 1936 negli Stati Uniti. Per molti anni Felice Bauer tenne per sé le lettere che le aveva scritto Kafka, ma – per l'insorgere di problemi di salute – fu costretta a venderle nel 1955 all'editore Salman Schocken. L'edizione delle Briefe an Felice Bauer includono anche le lettere di Kafka a Grete e alcune della famiglia di lui che riguardano il fidanzamento (quelle di Felice a Kafka sono invece andate perdute). La prima lettera è del 20 settembre 1912, l'ultima del 16 ottobre 1917. Il musicista folk Adam Green è un pronipote di Felice Bauer.